# Obleševo
Obleševo (makedonsky: Облешево) je město v Severní Makedonii. Obleševo je okresním městem opštiny Češinovo-Obleševo, nacházející se ve Východním regionu.

## Geografie
Město Obleševo se nachází v nejnižší části údolí Kočanska kotlina. Leží ve středním povodí řeky Bregalnica, na úpatí hor Osogovo a Plačkovica. Kolem města se nachází další větší střediska - Kočani, Štip a Probištip. Městem prochází silnice M5, která vede přes města Štip, Kočani a Delčevo a končí v Bulharsku.
V přilehlém okolí města se nachází vesničky Češinovo, Sokolarci, Spančevo, Teranci, Čiflik, Kučičino, Burilčevo, Ularci, Žiganci, Banja, Vrbica, Novo Selani a Lepopelci.

## Historie
Na konci 19. století bylo město součástí Osmanské říše. Podle bulharského etnografa a spisovatele Vasila Kančova žilo v roce 1900 ve městě 350 obyvatel, z toho 175 se hlásilo k makedonské národnosti a 175 k turecké. Ve městě byl vyznáván jak islám, tak i křesťanství.
Během 20. století bylo město součástí Jugoslávie, konkrétně Socialistické republiky Makedonie.

## Demografie
Podle sčítání lidu z roku 2002 žije ve městě 1 131 obyvatel. Obyvatelé se hlásí k makedonské národnosti.
| Rok          | 1900 | 1905 | 1948 | 1953 | 1961  | 1971  | 1981  | 1991  | 1994  | 2002  |
| ------------ | ---- | ---- | ---- | ---- | ----- | ----- | ----- | ----- | ----- | ----- |
| Obyvatelstvo | 350  | 160  | 673  | 798  | 1 011 | 1 118 | 1 228 | 1 206 | 1 206 | 1 131 |